# Julio Cezar Melatti
Julio Cezar Melatti (Petrópolis, 6 de abril de 1938) é um antropólogo brasileiro, referência nos estudos etnológicos. 

## Vida
Filho de Ricardo Melatti e Adelaide Nicolay Melatti, nasceu em Petrópolis, em 1938. Em 1957 ingressou no curso de Geografia e História ofertado pelas Faculdades Católicas Petropolitanas, concluindo em 1960. Em 1961 especializou-se em Antropologia Cultural no Museu Nacional da Universidade Federal do Rio de Janeiro. Doutorou-se em Antropologia na Universidade de São Paulo em 1970. Entre 1969 e 1994 foi professor na Universidade de Brasília. Em 1997 realizou pós-doutorado na Smithsonian Institution nos Estados Unidos.
No Curso de Especialização em Antropologia Cultural, em 1961, exerceu a função de auxiliar na pesquisa de campo de Roberto DaMatta entre os índios Gaviões, do Pará. Entre 1962 e 1971 realizou várias etapas de campo entre os índios Craô como parte de dois projetos comparativos: um, do Prof. Roberto Cardoso de Oliveira, sobre fricção interétnica; e outro, do Prof. David Maybury-Lewis, da Universidade de Harvard, sobre a organização social dos índios do Brasil central. Entre 1974 e 1983, fez pesquisas entre os marubos do vale do Javari, no Estado do Amazonas.. O material produzido neste período resultou no volume “Javari”, da coleção “Povos Indígenas no Brasil” do Centro Ecumênico de Documentação e Informação, publicado em 1981.

## Prêmios e condecorações
- Prêmio Adunb/Fausto Alvim de Excelência Acadêmica, Categoria Trajetória, Associação de Docentes da Universidade de Brasília, 1998;
- Professor Emérito, Universidade de Brasília, 1999;[6]
- Comendador da Ordem Nacional do Mérito Científico, Ministério da Ciência e Tecnologia, 2002;[7]
- Medalha Roquette Pinto, Associação Brasileira de Antropologia, 2004;[8]
- Membro da Academia Brasileira de Ciências desde maio de 2008.[1]

## Escritos
- Curt Nimuendajú e os Jê. Série Antropologia, 49. Brasília: Departamento de Antropologia, UnB, 1985.
- Ritos de uma Tribo Timbira. 1ª ed. São Paulo: Ática, 1978.
- O Messianismo Krahó. São Paulo: Herder, 1972.
- Índios do Brasil. Brasília: Coordenada, 1970.
- Índios e Criadores. Rio de Janeiro: Instituto de Ciências Sociais - UFRJ, 1967.